# Vicente Betoret
Vicente Betoret Coll (Villamarchante, 6 de septiembre de 1972) es un político y abogado español, expresidente del Partido Popular de la provincia de Valencia, cargo que ejerció de 2015 a 2017. Actualmente, es diputado por segunda legislatura consecutiva en las Cortes Generales y secretario ejecutivo electoral del PP. Fue alcalde de la localidad valenciana de Villamarchante de 1999 a 2015 y diputado en las Cortes Valencianas de 2007 a 2019.
En agosto de 2019, fue nombrado portavoz de Economía de su partido en el Congreso de los Diputados.

## Biografía
Licenciado en Derecho por la Universidad de Valencia y abogado en el Ilustre Colegio de Abogados de Valencia, enfocó su carrera profesional en el mundo privado hacia el derecho penal y la correduría de seguros. Se afilió a Nuevas Generaciones en 1990 y entró como alcalde en el ayuntamiento de su municipio en 1999.
Como alcalde, gobernó durante cuatro legislaturas, la primera en minoría, doblando los resultados de las elecciones anteriores. El resto, con mayoría absoluta hasta que, en 2015, no obtuvo la alcaldía al quedarse a solo dos concejales de la mayoría absoluta.
Se convirtió en diputado autonómico en el año 2007, y ha seguido siéndolo durante la VII, VIII y IX legislaturas en la Comunidad Valenciana. Fue nombrado portavoz adjunto del grupo parlamentario popular y forma parte de diversas comisiones parlamentarias tales como Industria, de la que es vicepresidente, o Gobernación.
Pasó a ser secretario general del Partido Popular de la provincia de Valencia en 2004, cargo que mantuvo hasta que asumió la presidencia en 2015 tras la dimisión del presidente provincial anterior. Durante su mandato impulsó la iniciativa “#regenerAcción”, un proyecto que plantea regenerar la estructura, celebrar primarias, limitar los mandatos e implementar otros cambios en el funcionamiento interno del partido.

## Presidente Provincial del Partido Popular de Valencia
En diciembre de 2016 anunció oficialmente su candidatura para el Congreso Provincial del partido de 2017, y expresó a los medios de comunicación su intención de volver a convertirse en presidente provincial, esta vez dejando la decisión en manos de todos los afiliados. Asimismo, manifestó su apoyo total a Isabel Bonig como candidata a la presidencia del PPCV y su propósito de colaborar en el proyecto para convertirla en presidente de la Generalidad Valenciana en las elecciones municipales y autonómicas de 2019.
Durante la celebración del XVIII Congreso Nacional del Partido Popular, el presidente Mariano Rajoy enunció los nuevos componentes del Comité Ejecutivo Nacional del partido junto a su candidatura, entre los cuales figuraba Betoret como vocal. Es uno de los cuatro populares valencianos que se integran en el nuevo CEN, junto a la secretaria general del PPCV, Eva Ortiz Vilella, el presidente de la diputación de Alicante, César Sánchez, y el vicepresidente de la diputación de Castellón, Vicent Sales.
Tras la crisis interna en el PP de la provincia de Valencia que estalló a partir de la presentación de Mari Carmen Contelles como segunda candidata a la presidencia del partido provincial, Betoret pactó con "Génova" el establecimiento de una gestora que dirigiese el partido hasta la celebración de un Congreso posterior a las vacaciones de verano para asegurar la estabilidad y que los militantes de base pudiesen votar en libertad y sin presiones de ningún tipo por ninguna de las partes. En palabras suyas, decidió "dar un paso atrás para que el Congreso dé un paso adelante".

## Apoyo a Pablo Casado y Diputado en Cortes Generales
Después de la dimisión del expresidente Rajoy, y con la elección de Pablo Casado como nuevo presidente de los populares con su XIX Congreso Nacional, Betoret fue nombrado secretario nacional de Política Provincial del Partido Popular.
Con la primera convocatoria de  elecciones generales de España de 2019 pasó a formar parte de la lista del Partido Popular por la circunscripción de Valencia como número dos de la misma, saliendo elegido diputado nacional tras los comicios.
El 30 de julio de 2019 fue nombrado por Pablo Casado secretario ejecutivo electoral de su partido. Como portavoz de su partido en la Comisión de Economía y Empresa del Congreso de los Diputados, en septiembre del 2019 anunció la intención del PP de promover una Ley de Cultura y Educación Financiera en la siguiente legislatura, con el fin de que los niños de entre cinco y 17 años sepan "cómo funciona el sistema financiero".
El 10 de diciembre de 2019 concurrió por segunda vez como número dos en la lista del Partido Popular, saliendo elegido de nuevo Diputado en Cortes Generales.

## Ideario político
Ideológicamente, se define como liberal, conservador y valencianista. 
Betoret ha participado activamente en la labor de oposición contra las medidas en materia económica y fiscal del Consejo, especialmente tras el rechazo del mismo al proyecto de Puerto Mediterráneo, perdiendo 86 millones de euros de inversión y bloqueando la creación de 6000 puestos de trabajo. En este sentido, Betoret reprochó en Las Cortes Valencianas que "el intervencionismo del Consejo ataca la libertad de empresa de los valencianos y genera pobreza y desempleo".
Betoret también se ha mostrado partidario de crear un ambiente de mercado favorable entre Valencia y el Reino Unido tras el fenómeno del Brexit, alentando al sector empresarial valenciano a trabajar con su formación para ello y comprometiéndose con la creación de un grupo de trabajo con su equipo para analizar el impacto del trascendental evento político en la economía de la provincia.
En cuanto a la aplicación del Plan de Acción Territorial de la Infraestructura Verde del Litoral (PATIVEL), Vicente Betoret y su equipo se han posicionado completamente en contra del mismo y han solicitado su anulación por considerarlo contrario a la libertad y la propiedad de los valencianos afectados, calificándolo de «expropiación encubierta».
Asimismo, anunció que el PP de la provincia de valencia llevará ante la Unión Europea el PATIVEL y las quejas y denuncias de los vecinos afectados, a través de sus parlamentarios en el Grupo del Partido Popular Europeo.

## Vida personal
Actualmente está casado con la exmodelo y empresaria Cristina Aparici y tiene una hija, Martina.